# Neonarcis
Neonarcis je v pořadí druhé studiové album kapely Dymytry. Album bylo vydané 15. srpna 2012. Křest proběhl 27. září 2012 v Pražském klubu Retro Music Hall a 28. září 2012 v Domažlicích v klubu Death Magnetic. Při příležitosti křtu si členové kapely nechali udělat nové masky.

## Seznam skladeb
| Pořadí         | Název              | Hudba          | Text           | Videoklip            | Délka |
| -------------- | ------------------ | -------------- | -------------- | -------------------- | ----- |
| 1.             | Lunapark           | Dymo           | Protheus       |                      | 4:19  |
| 2.             | Média              | Dymo           | Protheus       | videoklip (MoR 2013) | 3:47  |
| 3.             | Síť pro sociály    | R2R            | Protheus       |                      | 3:30  |
| 4.             | Skoč               | Dymo           | Protheus       |                      | 4:01  |
| 5.             | Rédijo             | Protheus       | Protheus       |                      | 2:54  |
| 6.             | Neonarcis          | R2R            | Protheus       |                      | 3:27  |
| 7.             | Stáváš se potravou | Dymo           | Dymo           |                      | 3:26  |
| 8.             | Pod nuselákem      | Protheus       | Protheus       |                      | 4:06  |
| 9.             | Jsem nadšenej      | Gorgy          | Protheus       |                      | 3:47  |
| 10.            | Dymytry            | Gorgy          | Protheus       |                      | 4:34  |
| 11.            | Ocelová parta      | Dymo           | Protheus       | videoklip (MoR 2013) | 4:58  |
| 12.            | Harpyje            | Gorgy          | Protheus       |                      | 5:52  |
| 13.            | Hanglická          | Dymo           | Protheus       |                      | 1:28  |
| Celková délka: | Celková délka:     | Celková délka: | Celková délka: | Celková délka:       | 50:09 |

## Sestava
- Jan „Protheus“ Macků (zpěv)
- Jiří „Dymo“ Urban (kytara)
- Jan „Gorgy“ Görgel (kytara)
- Artur „R2R“ Michajlov (basová kytara)
- Miloš „Mildor“ Meier (bicí)